# Thalassophonea
Thalassophonea — клада плезіозаврів родини Пліозаврові (Pliosauridae). Група відома з середньої юри по пізню крейду. Скам'янілі рештки представників групи знайдені в Австралії, Європі, Північній та Південній Америці. Ім'я походить від грецького Thalassa (грец. θάλασσα), "море", і phoneus (грец. φονεύς), "вбивці", відповідно, означає "морські вбивці". До клади відносять всі таксони, тісніше пов'язані з Pliosaurus brachydeirus ніж з Marmornectes candrewi.

## Філогенія
Кладограма створена згідно з філогенічним аналізом Benson & Druckenmiller (2014).